# Euroclear Sweden
Euroclear Sweden är ett svenskt aktiebolag grundat 1967 som för register över de allra flesta aktier och räntebärande värdepapper som handlas på de svenska finansiella marknaderna. De utför också clearing och avveckling av transaktioner med svenska aktier och räntebärande papper.

## Värdepapperscentralen
Euroclear Sweden startade verksamheten 1971 under namnet Värdepapperscentralen, som senare blev VPC och NCSD, och från år 2008 är de en del av Euroclear Group.
I SOU 1968:59 med titeln Förenklad aktiehantering konstaterade finansdepartementet att kostnaden för hantering av aktiebrev i pappersform och kuponger för kupongränta verkade stiga. Man förordade därför efter diskussioner med Svenska Bankföreningen att införa en datoriserad aktiebok sorterad efter aktieägarnas namn istället för som tidigare efter aktiernas serienummer. Man föreslog att inrätta en nationell värdepapperscentral under insyn av Bankinspektionen med uppdrag att föra denna aktiebok, utfärda aktiebrev och emissionsbevis, samt att administrera akiteutdelningar. Som en följd av detta inrättades värdepapperscentralen år 1973 och påbörjade en dematerialisering av de fysiska aktiebreven efter vissa övergångsregler.